# 花圆腹蛛
花圆腹蛛（学名：Dipoena hana）为球蛛科圆腹蛛属的动物。在中国大陆，分布于海南等地，主要栖息于草丛中。该物种的模式产地在海南尖峰岭。